# ستيف هاسكينز
ستيف هاسكينز (بالإنجليزية: Steve Haskins)‏ هو لاعب غولف أمريكي، ولد في 13 نوفمبر 1958 في غروم في الولايات المتحدة.

## وصلات خارجية
- ستيف هاسكينز على موقع رابطة لاعبي الغولف المحترفين (الإنجليزية)